# Volsted Sogn
Volsted Sogn er et sogn i Aalborg Vestre Provsti (Aalborg Stift).
I 1800-tallet var Dall Sogn og Volsted Sogn annekser til Ferslev Sogn. Alle 3 sogne hørte til Fleskum Herred i Ålborg Amt. Ferslev-Dall-Volsted sognekommune blev ved kommunalreformen i 1970 indlemmet i Aalborg Kommune.
I Volsted Sogn ligger Volsted Kirke.
I sognet findes følgende autoriserede stednavne:
- Jeshøj (areal)
- Volsted (bebyggelse, ejerlav)
- Ørnhøje (areal)

## Volsted by opstår
Kort tid efter Kristi tid sker der noget af stor interesse. De første landsbyer opstår, og da bygges de første gårde i Volsted. Før den tid lå bøndernes gårde spredt i det åbne land. Sprogforskere har fundet ud af, at de første byer, hvis navne ender på ”sted”, er de første, og det vil sige, at Volsted hører med til dem. Ingen ved, hvad den første del af navnet betyder. Det kan være navnet på en mand, måske den første bonde i byen.
Husene havde et stort stråtag og lerklinede vægge, og der var en dør i hver langside. I den ene ende var der båse til kreaturerne, som kom ind om vinteren. I den anden ende boede menneskene, og der var ildstedet. Normalt kunne en gård have plads til 15 stykker kvæg, men enkelte huse kunne rumme op til 30 båse, og her boede landsbyhøvdingen. Nogle huse havde ingen båse til kvæg. Nogle var fattige og nogle var rige, og med jernalderens nye samfundsstruktur udvikles den private ejendomsret, således at hver familie fik sine egne marker. Tidligere havde jorden været fælles, hvorfor enhver bonde kunne tage et stykke jord, hvor det passede ham.
Volsted er en af de to eneste fortebyer i Danmark.